# Kompleks prepoznavanja mesta početka
U molekularnoj biologiji, ORC ili Kompleks prepoznavanja početka (engl. origin recognition complex) je multi-podjedinični DNK vezujući kompleks (6 podjedinica) koji se vezuje kod svih eukariota u ATP-zavisnom maniru za mesto početka replikacije. Podjedinice ovog kompleksa su kodirane ORC1, ORC2, ORC3, ORC4, ORC5 i ORC6 genima. ORC je centralna komponenta za eukariotsku replikaciju DNK, i vezivanje hromatina na mestu početka replikacije tokom ćelijskog ciklusa. ORC usmerava DNK replikaciju širom genoma i neophodan je za inicijaciju. ORC koji je vezan za mesto početka replikacije služi kao fondacija za formiranje prereplikacionog kompleksa (pre-RC), koji obuhvata Cdc6, Tah11 (aka Cdt1), i Mcm2-Mcm7 kompleks. Formiranje Pre-RC kompleksa tokom G1 je neophodno za replikaciono licenciranje hromozoma pre DNK sinteze tokom S faze. Ćelijskim ciklusom regulisana fosforilacija Orc2, Orc6, Cdc6, i MCM posredstvom ciklin-zavisne proteinske kinaze Cdc28 reguliše inicijaciju DNK replikacije, uklučujući blokiranje reinicijacije u G2/M fazi.